# Hypanthidioides flavopicta
Hypanthidioides flavopicta là một loài Hymenoptera trong họ Megachilidae. Loài này được Smith mô tả khoa học năm 1854.